# Аккорамбони, Виттория
Виттория Аккорамбони (Виттория Корамбона) (итал. Vittoria Accoramboni, 15 февраля 1557 — 22 декабря 1585, Падуя) — знаменитая итальянская красавица конца XVI века, в замужестве герцогиня Браччиано.

## Биография
Она была дочерью Клавдио Аккорамбони, который в своем родном городе Губбио (в герцогстве Урбино) занимал, как и в Риме, первостепенные городские должности. Имея 11 детей и расточительную жену, Аккорамбони был почти разорен. В надежде поправить свои дела он перебрался в Рим, где, обратив на себя внимание своей красотой и умом, Виттория Аккорамбони в 1573 году вышла замуж за Франческо Перетти, племянника кардинала Монтальто, впоследствии избранного папой римским под именем Сикста V.
Семейная жизнь Виттории не была счастливой. Она вела очень расточительный образ жизни, вследствие чего делала много долгов. Будучи первой красавицей Рима, имела много поклонников. По слухам, сначала имела любовную связь с кардиналом Фарнезе, а потом с Паоло Джордано Орсини, герцогом Браччиано. В ночь с 16 на 17 апреля 1581 года Перетти был умерщвлен наемными убийцами (брави) вблизи дворца Диоклетиана, в том месте, где супруги занимали виллу Массито. Главным виновником этого злодеяния народная молва называла герцога Браччиано, пламенная страсть которого к Виттории всем была известна.
Напряженное судебное следствие, к которому была привлечена и Виттория, ничего не раскрыло, и обвиняемые выпущены на свободу; но Григорий XIII вынудил у герцога обещание, что тот никогда не женится на Виттории, обещание, которому герцог втайне изменил.
Едва брак их сделался известен, как вступил на папский престол кардинал Монтальто под именем Сикста V. Первой его мыслью было отмстить герцогу и его жене за смерть племянника. Ему стоило произнести несколько слов, чтобы Паоло Джиордано внезапно покинул Рим и отправился с Витторией в Венецию. Они поселились на великолепном палаццо близ озера Гардо в Сало, где 13 ноября 1585 года после непродолжительной болезни герцог умер. Говорили, что он был отравлен по приказу папы. Овдовев, Виттория переехала в Падую и жила в совершенном уединении.
Благодаря наследству герцога возникала ссора между его родственниками и Виктория, наследница части имущества, была убита в ночь 22 декабря 1585 года в Падуе вместе со своим братом Фламинио отрядом воинов из 25 человек, состоявших на службе у Людовика Орсини (близкого родственника её мужа, в то время бывшего венецианским военачальником на острове Корфу). За это злодеяние республика впоследствии жестоко отомстила как прямому виновнику убийства, так и его соучастникам. На ее похоронах в Падуе удивлялись, как могла быть на свете такая красавица.
История Виттории, более или менее беспристрастно передававшаяся её современниками, была обработана Гноли при посредстве многих исторических указаний под следующим заглавием: «Vittoria A., Storia del secolo XVI» (Флоренция, 1870).

## Художественные произведения
- Английский драматург Джон Вебстер — автор классической яковианской трагедии «Белый дьявол» (1612), в основу которой положена история жизни и гибели Виттории Аккорамбони. В пьесе много исторических неточностей.
- Ещё один рассказ о жизни Виттории можно найти в «Итальянских хрониках» Стендаля, который, по утверждению писателя, представляет собой перевод рукописи из Падуи, датированный 1585 годом.
- В Германии история Виттории известна во многом благодаря роману Людвига Тика «Виттория Аккоромбона» (опубликован в 1840).
- В 1987 году французский писатель Робер Мерль опубликовал исторический роман «Идол» (фр. L’Idole) в основу которого легла история Виттории Аккорамбони.